# 医療費の内容の分かる領収証
医療費の内容の分かる領収証（いりょうひのないようのわかるりょうしゅうしょう）とは、病院や診療所（保険医療機関）等において医療費を支払う際に患者に交付される領収証であり、診療内容区分ごとに数値等が記載された物である。
2010年（平成22年）4月1日からは「明細付き領収書」の発行が医療機関に義務づけられている。

## 解説
窓口で支払う金額の計算根拠になった診療内容区分毎の点数や保険外負担等の医療費の内容が分かるようになっている。
2006年4月診療報酬改定で導入された。保険医療機関、保険薬局等に交付が義務付けられている。ただし患者の要望があった場合に発行する努力義務とされており、患者へ知らせていない施設が多い。
2010年4月の診療報酬改定で、診療内容や薬の種類などが分かる（診療報酬）「明細付き領収書」を無料で発行することとなった。

## 領収証の主な内容
保険対象になる欄と保険外の欄で構成され、保険・保険（食事）・保険外負担の合計金額や患者負担金額、領収額が記載されている。
それぞれの欄に記載された数字が診療報酬点数表の各部単位の点数である。この点数を足して診療報酬点数合計（通常1点=10円）が決まり、保険の種類等によって医療機関会計窓口で支払う金額（一部負担金という）が決まる。

### 医科診療報酬の領収証
保険対象になる欄はそれぞれが診療報酬点数表の各部に対応している。2006年4月の場合、初・再診料（初診料・再診料）、入院料等、医学管理料、在宅医療、検査、画像診断、投薬、注射、リハビリテーション、精神科専門療法、処置、手術、麻酔、放射線治療、食事療法となっている。
2008年4月の診療報酬改定に合わせて病理診断、診断群分類（DPC）、生活療養の欄が追加された。